# Ruisseau de la Prele
Der Ruisseau de la Prele ist ein linker Zufluss der Mosel in Frankreich.

## Geographie

### Verlauf
Der Ruisseau de la Prele hat eine Länge von 5,4 km
und mündet zwischen Saint-Maurice-sur-Moselle und Fresse-sur-Moselle (Département Vosges, Grand Est).

### Zuflüsse
Ein linker Zufluss ist die 2 km lange Goutte des Ordons (Lage).